# 2039
2039 (MMXXXIX) е обикновена година, започваща в събота според григорианския календар. Тя е 2039-ата година от новата ера, тридесет и деветата от третото хилядолетие и десетата от 2030-те.
Съответства на:
- 1488 година по Арменския календар
- 6790 година по Асирийския календар
- 2990 година по Берберския календар
- 1401 година по Бирманския календар
- 2583 година по Будисткия календар
- 5799 – 5800 година по Еврейския календар
- 2031 – 2032 година по Етиопския календар
- 1417 – 1418 година по Иранския календар
- 1460 – 1461 година по Ислямския календар
- 4735 – 4736 година по Китайския календар
- 1755 – 1756 година по Коптския календар
- 4372 година по Корейския календар
- 2792 години от основаването на Рим
- 2582 година по Тайландския слънчев календар
- 128 година по Чучхе календара